# Alliopsis silvatica
Alliopsis silvatica är en tvåvingeart som först beskrevs av Masayoshi Suwa 1974.  Alliopsis silvatica ingår i släktet Alliopsis och familjen blomsterflugor. Inga underarter finns listade i Catalogue of Life.